# キャロル・グレイ
キャロル・グレイ（Carol Gray）は、アメリカ合衆国の教育者・著述家、ミシガン州グランドラピッズにあるグレイ・センター（Gray Center for Social Learning and Understanding）の所長。自閉スペクトラム症をもつ人々への支援に関する実践的アプローチで知られる。1990年代にソーシャルストーリーおよびコミック会話を考案・開発した。

## 経歴
ミシガン州リボニア出身。セントラル・ミシガン大学にて、児童心理学および発達学を専攻、社会学を副専攻とし、1974年に卒業した。
1979年から2004年にかけて、ミシガン州ジェニソンの公立学校に勤務し、自閉スペクトラム症の児童・生徒、その家族、教育チームに対して支援およびコンサルテーションを提供した。この期間中に、「ソーシャルストーリー」および「コミック会話（Comic Strip Conversations）」と呼ばれる2つの支援手法を開発した。とくにソーシャルストーリーは、科学的根拠に基づいた実践法として高く評価されている。

## 受賞
- 2005年：バーバラ・リピンスキー賞（ミシガン州ランシング） - 自閉スペクトラム症の人々の教育と福祉への国際的貢献に対して
- 2009年：アメリカ自閉症協会「教育部門年間最優秀図書賞」 - 『新しいソーシャルストーリーブック 増補改訂10周年記念版』に対して
- 2012年：スペクトラム賞（ニューヨーク市ラーニングスプリングスクール） - 教育と自閉症のある人々の生活向上における世界的な貢献に対して
- 2015年：ソーシャルシンキング終身功労賞（サンフランシスコ） - 自閉症支援の分野における長年の貢献に対して[6]

## 著書
- 『コミック会話 自閉症など発達障害のある子どものためのコミュニケーション支援法』訳：門眞一郎
- 『お母さんと先生が書くソーシャルストーリー』訳：服巻智子
- 『ソーシャル・ストーリー・ブック: 書き方と文例』訳：服巻智子
- 『マイソーシャルストーリーブック』訳：安達潤
- 『発達障害といじめ―“いじめに立ち向かう”10の解決策』訳：服巻智子
- 『いじめに立ち向かうワークブック―考え方とどうすべきかを学ぶ 小学校低学年用』訳：服巻智子
- 『いじめに立ち向かうワークブック―考え方とどうすべきかを学ぶ 小学校高学年・中学生以上用』訳：服巻智子
- 『自閉症スペクトラム クラスメートに話すとき―授業での展開例から障害表明、そしてセルフアドボカシーまで』訳：服巻智子
- 『いじめの罠にさようなら クラスで取り組むワークブック―安全な学校をつくるための子ども間暴力防止プログラム』監修：田中康雄, 訳：小川真弓